# De kleine zeemeermin II: terug in de zee
De kleine zeemeermin II: terug in de zee (originele titel The Little Mermaid II: Return to the Sea) is een Amerikaanse animatiefilm van Walt Disney Pictures uit 2000. De film is het vervolg op de elf jaar eerder verschenen film De kleine zeemeermin.

## Verhaal
De film gaat verder waar het eerste deel geëindigd is: nu prins Erik is getrouwd met Ariël verwachten ze de geboorte van hun dochtertje Melody. Het dochtertje wordt aan alle zeemeerminnen met blijdschap voorgesteld, en natuurlijk ook aan opa, koning Triton.
Hoewel ze gelukkig zijn, worden ze bedreigd door Morgana, de wraakzuchtige zus van de verslagen zeeheks Ursula. Ariël is bang dat Melody later, wanneer ze ouder is, over haar zeemeerminafkomst te weten komt en naar de zee gaat waar de gevaarlijke Morgana is. Om dit te voorkomen is er een heel hoge muur rond het paleis gebouwd. Maar Melody, die de zee fantastisch vindt, waagt zich dan toch uiteindelijk in de zee en wordt een gevaarlijke pion in Morgana's gemene plan om te heersen over de Zeven Zeeën.
Ariël merkt dat Melody naar de zee gegaan is. Nu moet Ariël, samen met haar zeevrienden, haar dochter proberen te redden.

## Stemmen

### Nederlandse rolverdeling
| Acteur              | Personage      | Opmerkingen |
| ------------------- | -------------- | --- |
| Laura Vlasblom      | Ariël          | |
| Lizemijn Libgott    | Melody         | Lizemijn won de rol in een zoektocht, georganiseerd door Shownieuws. |
| Marjolijn Touw      | Morgana        | In tegenstelling tot de Engelse versie wordt de stem niet ingesproken door dezelfde actrice die Ursula insprak in de eerste film. Marjolijn Touw speelde later echter wel de rol van Ursula in de musicalversie van deel één. |
| Bram Bart           | Tip            | |
| Kees van Lier       | Toets          | |
| Victor van Swaay    | Haaie Toon     | |
| Fred Meijer         | Hacker en Zuur | |
| Huib Broos          | Koning Triton  | |
| Albert Verlinde     | Prins Erik     | De rol werd in de eerste film ingesproken door Diederik Gelderman. |
| Freddy Gumbs        | Sebastiaan     | |
| Jon van Eerd        | Botje          | De rol werd in de eerste film ingesproken door Egbert Stoelinga, in de eerste film was botje nog een kind, aangezien hij in de tweede film een stuk volwassener is.                                                           |
| Filip Bolluyt       | Louis          | De rol werd in de eerste film ingesproken door Arnold Gelderman |
| Wim van Rooij       | Grimbert       | De rol werd in de eerste film ingesproken door Ton Lutz. |
| John Kraaijkamp jr. | Jutter         | De rol werd in de eerste film ingesproken door John Kraaijkamp sr. |
| Marjolein Algera    | Charlotta      | De rol werd in de eerste film ingesproken door Trudy Libosan |

## Soundtrack
1. Down To The Sea
2. Tip and Dash
3. Iko Iko
4. Octopus's Garden>
5. For A Moment
6. Give A Little Love
7. Hot, Hot, Hot
8. Here On The Land and Sea (Finale)